# Кузьменко, Иван Семёнович
Ива́н Семёнович Кузьме́нко (2 сентября 1912, Екатеринослав, Российская империя — 24 февраля 1943, Киев, Рейхскомиссариат Украина) — советский футболист, полузащитник. Участник «матча смерти». Посмертно награждён медалью «За отвагу».

## Карьера
В конце 1920-х—начале 1930-х годов Иван Кузьменко выступал за днепропетровские команды «Совторгслужащие» и «Динамо». С 1934 года играл в киевском «Динамо». В 1937 году принял участие в матче против сборной Басконии во время их турне по СССР. В 1938 году Кузьменко попал в список 55 лучших футболистов сезона.
Сразу после начала войны вместе с другими футболистами «Динамо» был зачислен в истребительный батальон Киевского укрепрайона. Вскоре Кузьменко оказался в числе военнопленных. В «матче смерти» в первом тайме сравнял счёт, но на второй тайм выйти не смог из-за застарелой травмы мениска.
Расстрелян в Сырецком концлагере.
Дочь — Кузьменко-Титова, Валерия Ивановна.

## Достижения
- В списке 33 лучших футболистов сезона в СССР: № 2 (1938)

## Награды
- Медаль «За отвагу» (1965, посмертно награждён в канун 20-летия Победы)[3]